# Турки в Латвии
Турки Латвии (латыш. Latvijas turki, тур. Letonya Türkleri) — национальное меньшинство Латвии. По состоянию на 1 января 2024 года численность турок в Латвии составляла 831 человек, из них 52 человека — граждан Латвии и 2 человека — неграждан Латвии. По состоянию на 1 января 2024 в Латвии проживало 817 граждан Турции.
Первые турки на территории нынешней Латвии появились как военнопленные зимой 1877/78 года. Они дали имя Туркской волости нынешнего Ливанского края и Турецкому кладбищу в городе Цесис.